# اراضی خالصه
اراضی خالصه یا اراضی خاصه یا خالصه یا خالصجات در ایران به اموال غیر منقول از قبیل زمین‌ها و مراتع و املاک تحت تملّک دولت گفته می‌شود که شأن دولت در مالکیت و ادارهٔ آن‌ها همانند یک مالک خصوصی بوده است. به این تعبیر خالصجات در برابر مشترکات عمومی و اموال عمومی نظیر میادین و خیابان‌ها و غیره قرار می‌گیرند.  خالصجات تا پیش از وقوع مشروطیت جزئی از اموال شاه تلقی می‌شدند و پس از آن در سلک بخشی از اموال دولت درآمدند.  واگذاری خالصجات به شهروندان از جمله سیاست‌های اصلاح نظام اجتماعی پیش از طرح گستردهٔ اصلاحات ارضی بود و قوانین مربوط به فروش خالصجات در همین راستا به تصویب رسیدند. 
در مفهوم خالصهٔ دریایی بین مفهوم اموال عمومی مشترک و اموال عمومی غیر مشترک خلط شده است. 

## تاریخ شکل‌گیری خالصجات
ان لمتون در کتاب مالک و زارع در ایران می‌گوید از لحاظ تاریخی اینگونه زمین‌داری در ایران مربوط به دوران پیش از اسلام است. پس از مشروطیت املاک خالصه‌ای که در آن زمان وجود داشت به سه دستهٔ عمده تقسیم شد:
- املاکی که در رقبات نادری ثبت شده و عبارت از زمینهایی بود که در زمان نادرشاه از طرف دیوان ضبط شده بود.
- خالصه‌های محمدشاهی
- خالصه‌های ناصرالدین شاهی یا ناصری

دستهٔ دوم و سوم مشتمل بر املاکی بود که بابت مالیات معوقه یا به علل دیگر ضبط کرده بودند و همچنین بعضی از املاک دیگر که دولت خریده و مالک شده بود. بیشتر این املاک گوناگون مستقیماً بوسیلهٔ دیوان اداره نمی‌شد. بعضی از آنها را مادام العمر یا برای مدت کوتاه با حق انتقال آنها به اشخاص واگذار کرده بودند و این املاک به «خالصجات انتقالی» یا «واگذاری» معروف بود.
در دوره رضا شاه بخشی از زمین‌ها و املاک برخی سران عشایر و خان‌های محلی، مانند املاک شیخ خزعل در خوزستان، به املاک خالصه افزوده شد.